# ورتایولت
ورتایولت (انگلیسی: Vertault) یک کمون (فرانسه) در دپارتمان کوت-دور دپارتمان‌های فرانسه در شرق فرانسه است. سکونتگاه باستانی گالو-رومی ورتیلوم درست در غرب روستا قرار دارد.